# Bataille de Forano
Troisième Coalition
Batailles
Batailles navales
- Rocher du Diamant (1805)
- Cap Finisterre (1805)
- îles Chausey (1805)
- Trafalgar (1805)
- Cap Ortegal (1805)

Campagne d'Allemagne (1805) : opérations en Bavière - Autriche - Moravie
- Donauwörth
- Wertingen
- Günzburg
- Haslach-Jungingen
- Memmingen
- Elchingen
- Nerenstetten
- Neresheim
- Ulm
- Ried
- Lambach
- Bodenbichl
- Steyr
- Amstetten
- Mariazell
- Dürenstein
- Hollabrunn (Schöngrabern)
- Wischau
- Austerlitz

Campagne d'Italie (1805) : Opérations en Italie du Nord
- Vérone
- Caldiero
- Forano
- Castelfranco Veneto

Invasion de Naples (1806)
- Gaète
- Campo Tenese
- Maida
- Lauria
- Maratea
- Amantea
- Mileto

La bataille de Forano est une bataille de la guerre de la troisième coalition survenue le 2 novembre 1805 voyant une victoire française décisive de l'Armée d'Italie sous le commandement du maréchal André Masséna et du général Jean-Baptiste Solignac sur les troupes autrichiennes dirigées par le général de division Karl Hillinger.

## Contexte
À la suite de la défaite autrichienne à la bataille de Caldiero le 30 octobre 1805, l'Armée d'Italie française se lance à la poursuite de l'armée autrichienne, avant qu'une petite force autrichienne sous le commandement du général de division Karl Hillinger ne décide de riposter contre l'armée française.

## Bataille
Un détachement de l'armée autrichienne sous le commandement du général de division Karl Hillinger tente d'attaquer le flanc gauche de l'armée française en poursuite près du village de Forano, à 20 kilomètres au nord de Caldiero, afin de briser leur élan et éventuellement de disperser leurs forces. En cas de victoire, il serait plus facile pour les autrichiens en fuite de se réorganiser et éventuellement de lancer une contre-attaque contre les forces françaises divisées. Cependant, le général Hillinger avance trop vite vers le flanc français, ce qui l'amène à trop s'éloigner de la principale force autrichienne et laisse sa petite force vulnérable aux attaques françaises. L'armée française sous le commandement du général Jean-Baptiste Solignac engage rapidement le combat avec la force autrichienne, qui se désorganise rapidement faute de coordination entre les unités autrichiennes. Cela entraîne l'effondrement complet de la chaîne de commandement autrichienne et les français, mieux organisés, peuvent par la suite infliger de nombreuses pertes aux forces autrichiennes, entraînant la retraite des autrichiens après avoir perdu plus de la moitié de leurs hommes.

## Conséquences
La bataille aboutit à une nette victoire française avec 600 soldats français tués ou blessés, contre 2 200 victimes autrichiennes. Cette bataille donne lieu à la poursuite de Caldiero où l'armée française chasse l'armée autrichienne d'Italie, ouvrant la voie à la conquête française de l'Italie.